# 尉迟诘
尉迟诘（闐語：Viśa' Kīrti，?—?），9世纪时于阗国王。
尉迟诘在尉迟曜之后担任国王，798－801年之间，于阗被吐蕃占领，吐蕃和唐朝一样，对于阗采取羁縻性质的统治方式。和田出土的一件于阗文文书（MT.b.ii.0065）是对于阗王尉迟诘的颂词，其中称：“自最优秀的吐蕃人守卫于阗国，其统治已进入第六个年头。”另件文书（MT.c.0018）称：“于阗王尉迟诘四年十二月十八日。此年间，刺史、阿摩支、守（？）尉迟拉呵（Viśa' Raka）……”吐蕃先后将十余个分属吐蕃本地各翼的千户部落调驻于阗，把于阗组成一个军镇（Khrom），其首脑为军镇将军（dmag-pon）。之后，于阗国王世系不详，10世纪912年尉迟僧乌波即位。